# Armoiries de la Martinique
Ancien drapeau décrit comme "esclavagiste" par certains Martiniquais, il n'est plus utilisé aujourd'hui. Les armoiries de la Martinique se blasonnent « d'azur à la croix d'argent cantonnée de quatre serpents montants du même ». Issues de pratiques vexillologiques d'Ancien Régime mêlées de symbolisme local, elles sont officiellement employées, pour pavillon des bateaux de Martinique et de Sainte-Lucie, à partir de 1766. Comme la plupart des armoiries et drapeaux régionaux, elles ne possèdent pas de statut officiel depuis le XIXe siècle, mais ont été encore utilisée, notamment par la gendarmerie et les drapeaux régionaux jusqu'au XXI siècle.

## Historique
Les armoiries sont l'adaptation pour un écu d'un drapeau. L'usage d'un drapeau, d'un pavillon ou d'un enseigne d'azur à la croix d'argent est courant dans la France d'Ancien Régime, que ce soit pour des régiments (qui présentent presque systématiquement cette croix, avec des cantons de couleurs diverses), des compagnies ou des bateaux. Les cantons peuvent ensuite être adaptés à une réalité locale. Le drapeau du Québec , similaire en dehors des quatre meubles héraldiques, présente ainsi quatre fleurs de lys ; celui de la Martinique emploie quatre serpents, symbole local. Le trigonocéphale fer-de-lance est en effet un serpent qui n'existe qu'à la Martinique et à Sainte-Lucie. Ce serpent, endémique, venimeux et agressif, a beaucoup marqué les esprits. Il est reporté par tous les chroniqueurs de l'époque.  
Le pavillon est officiellement créé par ordonnance du 4 août 1766 du général et de l'intendant de la Martinique et Sainte-Lucie, qui stipule : « Tous les propriétaires de vaisseaux, bâtiments, goëlettes et bateaux de la Martinique et de Sainte-Lucie feront pourvoir leurs bâtiments d'un pavillon bleu avec une croix qui partagera le dit pavillon en quatre; dans chaque carré bleu, et au milieu du carré, il y aura la figure d'un serpent en blanc, de façon qu'il y aura quatre serpents en blanc dans le dit pavillon, qui sera reconnu dorénavant pour celui de la Martinique et de Sainte-Lucie ».
Ce pavillon devient le symbole des deux îles et, à défaut de tout autre symbole local, fait office d'armoiries pour la province.

## Statut et remise en cause de leur usage
Comme la quasi-totalité des armoiries des anciennes provinces, celles de la Martinique sont purement coutumières et n'ont pas de statut légal. Cela n'empêche pas certaines institutions officielles d'en faire usage (là encore, comme dans de nombreuses régions de France) : c'est notamment le cas de la gendarmerie jusqu'en 2018.
Toutefois, des groupes indépendantistes ou de mémoire de l'esclavage remettent en cause l'usage de ces armoiries, considérées comme un symbole esclavagiste, car utilisées à une époque où il y avait de l'esclavage en Martinique. En octobre 2018, le président Emmanuel Macron demande que ces armoiries ne soient plus portées par les gendarmes de l'île.
Depuis l'article 61 de la loi de 1884 sur l'organisation municipale, les collectivités territoriales sont libres de déterminer leurs armoiries par une délibération de leur conseil : rien ne s'opposerait à ce que la collectivité territoriale adopte, par délibération de son conseil, de nouvelles armoiries conformes au souhait des Martiniquais et aux règles de l'héraldique.

## Sources
1. ↑  C.A. Banbuck, Histoire politique, économique et sociale de la Martinique sous l'Ancien Régime (1635-1789), Librairie Marcel Rivière, 1935
2. ↑  Michel Pastoureau, Les Emblèmes de la France, Bonneton, 1998
3. ↑  Guy Stéhlé, « Le Serpent de la Martinique », Généalogie et histoire de la Caraïbe, n° 140, septembre 2001, p. 3258
4. ↑  Cité par C.A. Banbuck, Histoire politique, économique et sociale de la Martinique sous l'Ancien Régime (1635-1789), Librairie Marcel Rivière, 1935
5. ↑  "Martinique : pourquoi Emmanuel Macron veut faire disparaître le "drapeau aux serpents"", 18 octobre 2018 Lien